# Влчек, Владимир
Владимир Влчек (чеш. Vladimír Vlcek; 1919—1977) — чехословацкий кинорежиссёр.

## Биография
Родился 27 января 1919 года во Всетине (ныне Злинский край, Чехия), вырос в семье скрипачей во Всетинском районе. Учился в гимназии в Валашске-Мезиржичи и уже во время учёбы заинтересовался кино, театром и литературой. Он окончил Карлов университет в 1937 году, много путешествовал и фотографировал. После Второй мировой войны начал работать в кино ассистентом режиссёра в мелодраме Ф. Чапа «Прелюдия» (1941). Сотрудничал с немецкими кинематографистами в Праге и Гамбурге, работая у Х. Койтнера. После войны работал переводчиком и ассистентом в производстве социалистического документального фильма «Новая Чехословакия» (1950), что привело его к обучению в киношколе в СССР, где он также работал атташе по культуре в Москве. Вернувшись из-за границы, он начал работать в Чехословацком государственном кинематографе в качестве режиссёра. Снимал фильмы по политическому заказу в духе социалистического реализма, пропагандистски прославляющие идеи коммунизма. Создал документальный фильм «Китайская весна» (1953), который снял, находясь с кинодепартаментом в Китае. Документальный фильм знакомит зрителя с историей Китая и его превращением в мощное социалистическое государство. Другими художественными фильмами были «Комедианты» (1953), снятый по рассказу И. Ольбрахта «Брат Жак», и «Зарево над Кладно» (1955), снятый по роману президента А. Запотоцкого. Действие следующего фильма «Вторая жена» (1956), снятого по роману Я. Глазаровой, происходит в его родных Бескидских горах. Последним фильмом в его карьере стал «В потоках» (1957), первый чехословацкий широкоформатный фильм, а также первый чехословацко-французский фильм. В фильме снимался Р. Оссейн, который позднее ставший известным по роли Жоффрея де Пейрака из серии фильмов об Анжелике.
Хотя он был большим сторонником коммунизма, он эмигрировал во Францию после ввода войск в Чехословакию в 1968 году. Его дальнейшая судьба неясна. Он останавливался во Франции, Китае и Японии, где снимал рекламные ролики. Предполагалось, что он будет советником Мао Цзэдуна по фильму и проведет съемки в Бразилии. В конце концов он работал в Германии. Он скоропостижно скончался 22 ноября 1977 года в Великобритании. Его четвёртая жена похоронила его в Грюнвальде близ Мюнхена.

## Личная жизнь
- первая жена — актриса Яна Дететова
- третья жена — японская актриса
- четвёртая жена — Розмари Бауэр.

## Творчество
Все фильмы, которые он снимал, были цветными, что было уникально для того времени. Он познакомился с цветным кино во время войны с немецкими кинематографистами и во второй половине 1940-х годов, работая с советскими кинематографистами. Он также писал технические и литературные сценарии для всех своих проектов, иногда также темы. Его фотографии первой половины 1950-х годов. Эти годы несут в себе необычайно сильный оттенок тенденциозности и агитационно-идеологической пропаганды в духе тогдашнего политически продвигаемого направления социалистического реализма.

### Фильмография
- 1945 — Цветок розы (Z růže kvítek)
- 1949 — Новая Чехословакия (Nové Ceskoslovensko, документальный)
- 1952 — Завтра мы будем танцевать повсюду
- 1953 — Комедианты (Komedianti)
- 1954 — Китайская весна (Cínské jaro, документальный)
- 1955 — Зарево над Кладно (Rudá záre nad Kladnem)
- 1956 — Вторая жена (Advent)
- 1957 — Свобода под надзором (La liberté surveillée) (режиссёр, сценарист; ЧССР—Франция)

## Признание
- Сталинская премия второй степени (1951) — за цветную кинокартину «Новая Чехословакия» (1949)
- Государственная премия I степени (1952) — Завтра мы будем танцевать повсюду